# 四川折柄茶
四川折柄茶（学名：Hartia sichuanensis）为山茶科折柄茶属下的一个种。其种加词“sichuanensis”意为“四川的”。